# Kloster St. Symphorian
Das Kloster St. Symphorian in Zurlauben, heute Teil von Trier, war ein frühmittelalterliches Frauenkloster.

## Geschichte
Gegründet wurde das Kloster in der ersten Hälfte des 7. Jahrhunderts durch Erzbischof Moduald. Anders als andere seiner Stiftungen erfolgte die Gründung von St. Symphorian aus seinen eigenen Mitteln. Erste Äbtissin wurde seine Schwester, die später heiliggesprochene Severa. Nicht selbstverständlich für die Zeit ist, dass die Frauengemeinschaft von Anfang an nach der Benediktinerregel lebte. Die Gründung stand im Zusammenhang mit der Iro-schottische Mission.
Der Bischof, seine Schwester und andere hochrangige Personen wie die Bischöfe Bonosus und Abrunculus wurden dort bestattet.
Ein Teil der ursprünglichen reichen Klosterbesitzungen gingen schon Anfang des 8. Jahrhunderts verloren. Die Klosterkirche wurde 864 erstmals urkundlich erwähnt. Das Kloster selbst ging bereits im Zuge der Normanneneinfälle unter. Insbesondere 882 litten die Nonnen unter den Übergriffen der Wikinger. Unklar ist, ob damit das Klosterleben bereits erloschen war, oder noch einige Zeit weiter ging.
Der Besitz des Klosters fiel teilweise an das Stift St. Paulin, teilweise an die Abtei St. Martin. Diese erhielt auch die Klosterkirche. Die Kirche diente zeitweise als Pfarrkirche für Sirzenich und Lorich. Die Gottesdienste hielt ein Mitglied des Klosterkonvents. Später kam die Kirche offenbar auch in den Besitz des Stifts St. Paulin. Die Kirche wurde 1057 und 1393 noch als Pfarrkirche erwähnt. Ihre Reste wurden 1665 beseitigt.

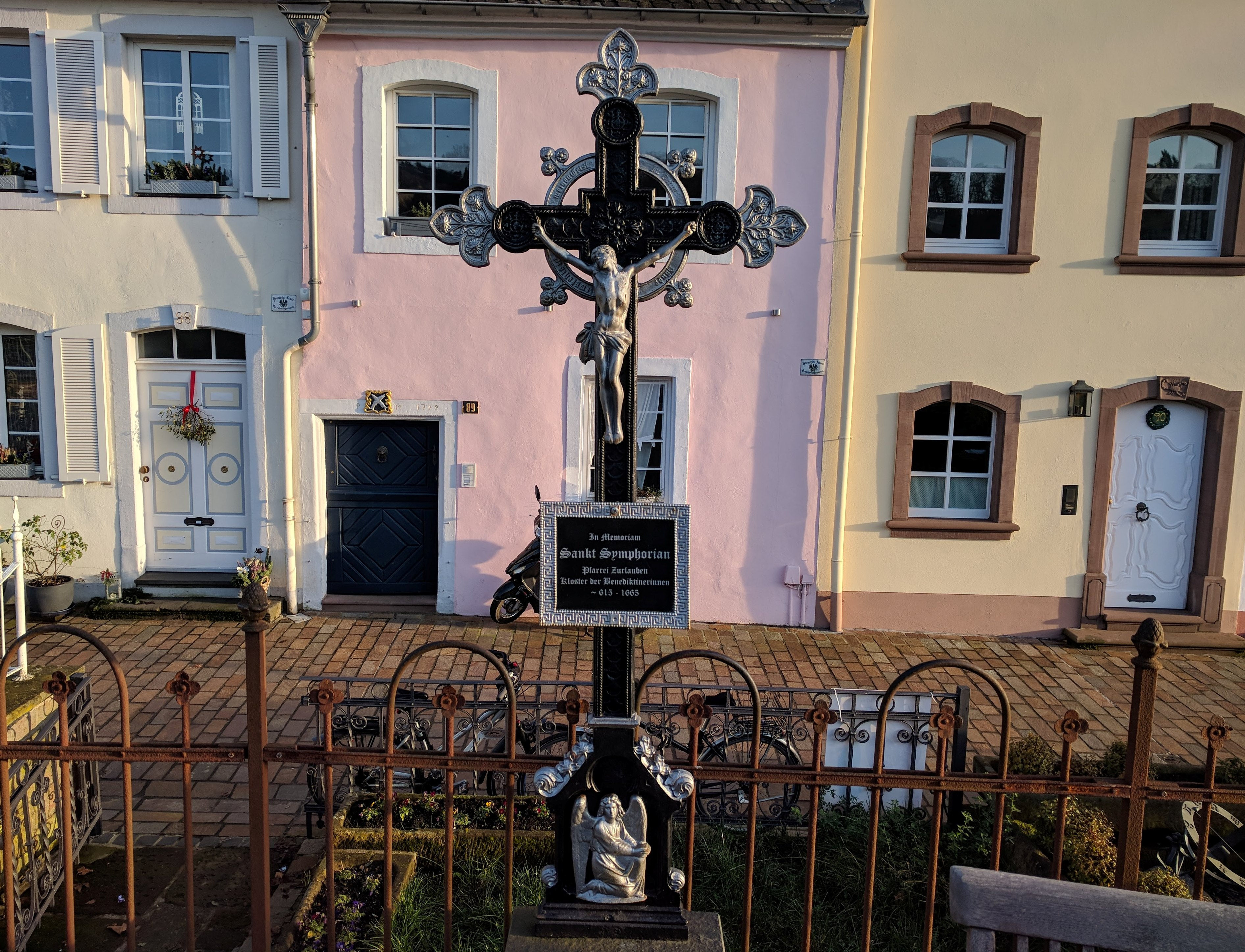